# Maria Bagrationi

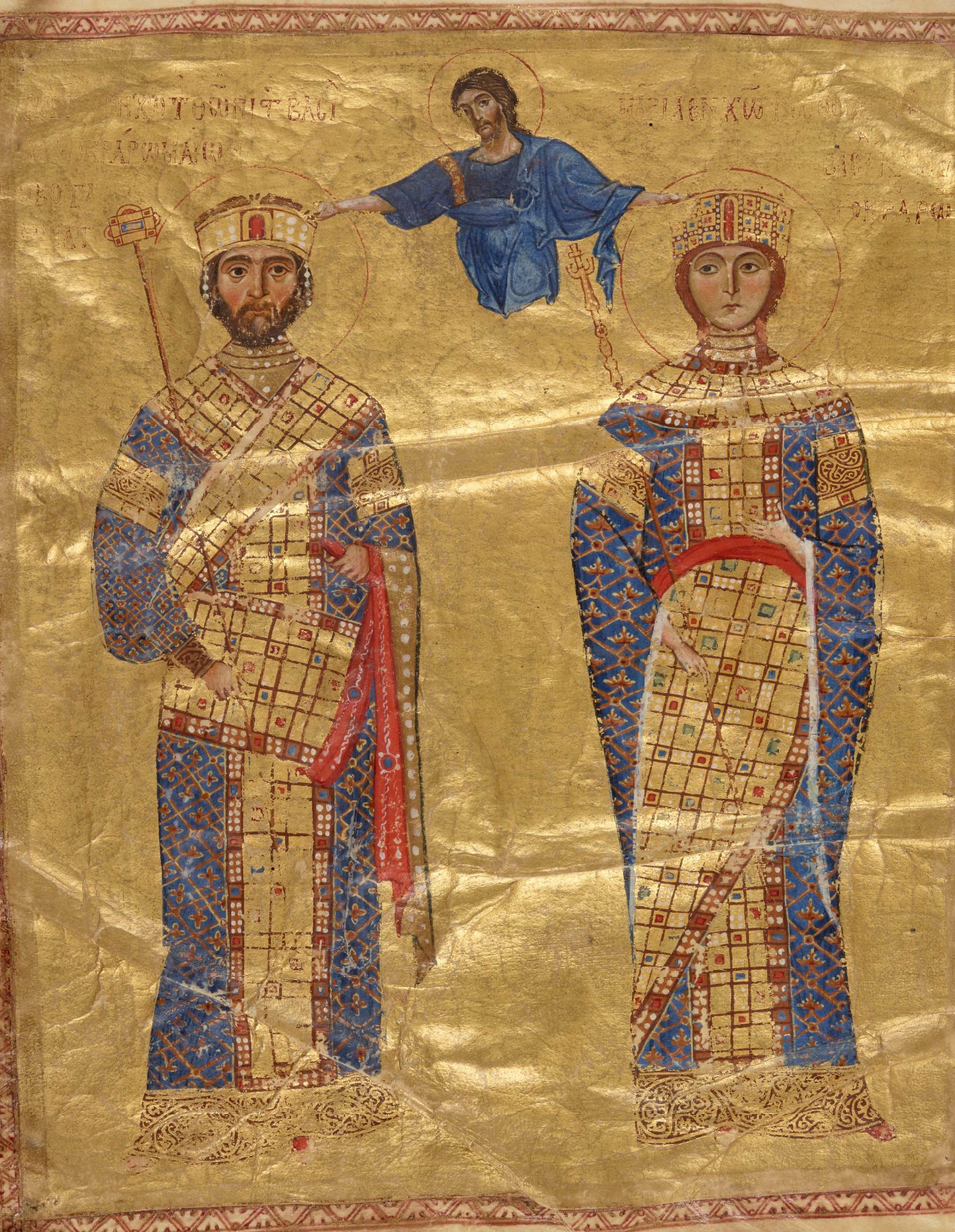
Nikephorus III. und Maria von Alanien

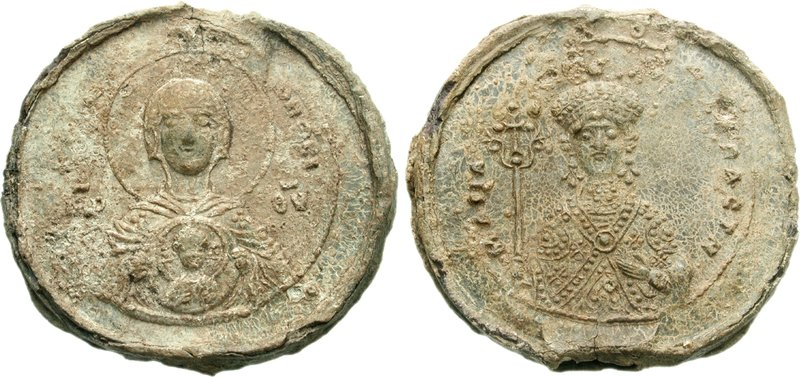
Maria von Alanien, Siegel

Maria von Alanien (griechisch Μαρία της Αλανίας María tis Alanías, georgisch მარიამი (მართა) Mariami (Marta); * um 1050; † nach 1103) war die Gemahlin zweier byzantinischer Kaiser. Sie heiratete zuerst Michael VII. Dukas (regierte 1071–1078) und danach dessen Nachfolger Nikephoros III. Botaneiates (regierte 1078–1081).

## Jugend und Heirat mit Michael VII. Dukas
Maria von Alanien war die Tochter des georgischen Königs Bagrat IV. und dessen zweiter Gattin Borena von Alanien. Als georgische Prinzessin hieß sie ursprünglich Martha, hatte eine Schwester namens Mariam und einen Bruder, der als König Giorgi II. 1072–1089 Georgien regierte.
Martha wurde 1056 als kleines Mädchen an den byzantinischen Hof zu Konstantinopel gesandt, um unter der Aufsicht der Kaiserin Theodora erzogen zu werden. Vielleicht auch, um als Unterpfand für das Wohlverhalten ihres Vaters zu bürgen, eine zu vielen Zeiten gängige Praxis. Sie kehrte jedoch, als Theodora bald darauf starb, wieder heim.
Etwa zehn Jahre später wurde sie als Braut für den byzantinischen Thronerben Michael, Sohn Kaisers Konstantin X. Dukas, ausersehen. Diese Wahl war außergewöhnlich, da byzantinische Thronfolger nur äußerst selten landesfremde Prinzessinnen heirateten und außerdem Marias georgische Herkunft in Konstantinopel trotz königlichen Geblüts gering geschätzt wurde. So reiste Martha/Maria 1066 wieder nach Konstantinopel, die Vermählung mit Michael fand jedoch erst einige Jahre später, etwa zur Zeit von dessen Thronbesteigung 1071 als Michael VII., statt. Anna Komnena pries die rothaarige, hellblauäugige Maria, die einige Jahre ihre Erzieherin war (s. u.), als außerordentlich schöne Frau. Einige weibliche Verwandte Marias, die in ihrem Gefolge ebenfalls nach Konstantinopel gekommen waren, heirateten in die hohe byzantinische Aristokratie ein. So war die zweite Gemahlin des Statthalters von Trabzon, Theodoros Gabras, womöglich Marias Schwester Mariam.
Maria gebar 1074 einen Sohn, Konstantin Dukas Porphyrogennetos, der noch im selben Jahr zum Mitregenten erhoben und mit Olympia, einer Tochter des Normannenherrschers Robert Guiskards, verlobt wurde. Nun fiel Maria die Aufgabe zu, die nach Konstantinopel gebrachte Verlobte ihres Sohnes zu erziehen.

## Ehe mit Nikephoros III. Botaneiates
1077/78 traten fast gleichzeitig nicht weniger als drei Prätendenten gegen Michael VII. auf, von denen sich der schon ältere Feldherr Nikephoros III. Botaneiates durchsetzen konnte. Michael VII. musste abdanken und ins Studionkloster gehen. Auch Maria von Alanien floh zunächst mit ihrem Sohn in ein Kloster. Um seine Position durch die Herstellung einer Verbindung mit dem Dukas-Haus zu legalisieren, ehelichte der wohl erst kürzlich verwitwete Botaneiates (nachdem u. a. seine in Aussicht genommene Heirat mit der Mutter des abgesetzten Kaisers, Eudokia Makrembolitissa, nicht zustande gekommen war) Maria ungeachtet der Tatsache, dass Michael VII. noch lebte. Deshalb wurde diese Ehe als illegitim betrachtet. Maria ging die Ehe hauptsächlich zur Sicherung der Thronfolge ihres Sohnes Konstantin ein.
Als Botaneiates anstelle Marias kleinen Sohns seinen eigenen Neffen Nikephoros Synadenos zum Nachfolger proklamierte, fand zwar kein offizieller Bruch des Herrscherpaares statt; die Kaiserin wurde aber dadurch veranlasst, den Staatsstreich des Feldherrn Alexios (I.) Komnenos und seines älteren Bruders Isaak zu unterstützen. Dafür erhielt sie das Versprechen, dass die Komnenen-Brüder ihren Sohn wieder zum Thronfolger machen würden. Da Isaak mit Marias Cousine Irene verheiratet war, konnte er aufgrund dieser familiären Verbindung gemeinsam mit seinem Bruder öfters Maria in deren Gemächern besuchen. Zur weiteren Erleichterung dieses privaten Verkehrs zwecks Planung der Verschwörung nahm die Kaiserin den nur etwa fünf Jahre jüngeren Alexios, der gerüchteweise auch ihr Liebhaber gewesen sein soll, zum Adoptivsohn an und machte ihn so zum Mitglied der Herrscherfamilie. Damit einverstanden war offenbar auch Alexios’ leibliche Mutter Anna Dalassene, die wohl die Hauptinitiatorin des Bündnisses ihrer Söhne mit der Kaiserin war. Im Februar 1081 warnte Maria die Komnenen vor der Entdeckung ihrer Pläne. Die Brüder flohen aus Konstantinopel zum in Thrakien stationierten Heer, und Alexios kehrte mit seinen Soldaten knapp zwei Monate später zurück und nötigte Botaneiates zur Abdankung. Am 4. April 1081 wurde er neuer Kaiser.

## Späteres Leben
Maria von Alanien durfte zunächst im Kaiserpalast bleiben, und Alexios I. soll sogar an eine Heirat mit ihr gedacht haben, doch auf großen Druck hin ließ er schließlich eine Woche nach seiner eigenen Krönung auch seine Gattin Irene Dukaina zur Kaiserin krönen. Nun zog Maria in den Mangana-Palast um und hielt dort Hof; daneben besaß sie ausgedehnte Ländereien. Ihr Sohn Konstantin wurde zum Mitkaiser erhoben und später mit Alexios’ ältester, im Dezember 1083 geborener Tochter und späteren Geschichtsschreiberin Anna Komnena verlobt.
Um die Mitte der 1080er Jahre wurde Maria Nonne, ohne ihren Lebensstil im Mangana-Palast wesentlich zu ändern. Sie unterstützte kirchliche Einrichtungen, spendete etwa für das georgische Kloster Iviron auf dem Berg Athos und war die Patronin von Literaten, namentlich des Theologen und Philosophen Theophylakt von Ohrid, der ihren Sohn erzog, sowie von Eustratios von Nikaia, der ein Schüler des byzantinischen Philosophen Johannes Italos war und Maria u. a. eine Abhandlung über Naturphänomene widmete. Die ehemalige Kaiserin unterhielt auch weiterhin Beziehungen zu ihrer Mutter Borena und finanzierte mit ihr die Erbauung des Klosters Kappatha in Jerusalem.
Nachdem Alexios 1087 einen Sohn namens Johannes bekommen hatte, verschlechterte sich die Position von Marias Sohn Konstantin, der seinen Status als Thronerbe verlor. 1092 erhielt Johannes den Titel eines Mitkaisers. Die Verlobung von Konstantin und Anna Komnena blieb aber aufrecht, und Anna wurde von etwa 1090 bis zum frühen Tod Konstantins († um 1095/96) gemäß byzantinischem Brauch von Maria erzogen. Als Alexios 1094 Konstantin auf dessen Gut in Pentegostis (nahe Serres in Griechenland) besuchte, sollte er auf Anstiften von Nikephoros Diogenes, eines Halbbruders Michaels VII., ermordet werden. Der Plan schlug fehl; aber obwohl Maria offenbar in das Attentat eingeweiht war, ließ Alexios sie unbehelligt.
Nach dem Ableben ihres Sohnes dürfte sich Maria in ein Kloster zurückgezogen haben. 1103 war sie noch am Leben, da ihr damals eine vom georgischen König David IV. einberufene Kirchensynode Grüße übermittelte. Ihr genaues Todesjahr ist allerdings unbekannt.